# Consuela Morávková
Consuela Morávková (* 21. května 1944 Chrudim) je bývalá česká herečka a současná americká instruktorka jógy, bývalá partnerka herce Alfréda Strejčka. 

## Životopis
Původně byla vyučená soustružnice. Její otec vlastnil zlatnictví v Chrudimi, jež mu bylo po únoru 1948 znárodněno a on byl uvězněn (1958). Z toho důvodu nemohla jít studovat na jedenáctiletku. Již během učení hrála ochotnické divadlo, později proto vystudovala lidovou konzervatoř a stala se sboristkou v nuselském Divadle Na Fidlovačce. Později vystupovala v divadle Paravan, v Jihočeském divadle a nakonec v pražském Divadle E. F. Buriana. Jako recitátorka často vystupovala v Československém rozhlase a v různých poeticky zaměřených divadlech malých forem (např. pražské Divadlo Viola a další).
Jejím partnerem byl Alfred Strejček. V roce 1979 emigrovala do Spojených států amerických, přičemž se rozpadl její vztah s Alfrédem Strejčkem. V New Yorku působí jako instruktorka jógy. Její nejstarší sestra herečka Aglaia Morávková také emigrovala do Švédska.

## Filmografie

### Film
- 1963 Pražské blues
- 1963 Postava k podpírání
- 1964 Kdyby tisíc klarinetů
- 1967 Klec pro dva (režie: Jaroslav Mach)
- 1977 Příběh lásky a cti (režie: Otakar Vávra)

### Televize
- 1968 O chytré horákyni (TV pohádka z cyklu České pohádky) (režie: Ludvík Ráža)
- 1968 Pasáček vepřů (TV pohádka z cyklu Andersenovy pohádky)
- 1968 O princezně na hrášku (TV pohádka z cyklu Andersenovy pohádky)
- 1970 Kalifův prsten (TV pohádka) - role: Selima
- 1970 Bližní na tapetě (TV cyklus mikrokomedií Malé justiční omyly) - role: sekretářka Milenka (9.příběh: Dívčí válka)
- 1971 Růže a prsten (TV pohádka) – role: princezna Anděla
- 1971 Úsměvy světa (TV cyklus) - role: Hortensie Burkettová, majitelka sňatkové kanceláře (3.díl: Mark Twain - 2.povídka: Hannibalův sňatek)
- 1971 Bližní na tapetě (TV cyklus mikrokomedií Malé justiční omyly) - role: Eva, otcova milenka (7.příběh: Tatínek)
- 1972 Ševcovská historie (TV film) - role: dívka
- 1973 Josefina (TV film) (režie: Miroslava Valová)
- 1974 Lásky hra osudná (TV inscenace divadelní hry bratří Čapků) – role: Isabella
- 1975 Letní romance (TV hudební komedie) – role: sekretářka
- 1980 Arabela (TV seriál) – role: televizní hlasatelka uvádějící pohádky s panem Majerem
- 1993 Podivné přátelství herce Jesenia (TV inscenace) - role: Skřivanová

## Dabing
- 1972 Velký blondýn s černou botou – Mireille Darcová – role: Christiana
- 1974 Návrat velkého blondýna – Mireille Darcová – role: Christiana